# Witold Rychter (aktor)

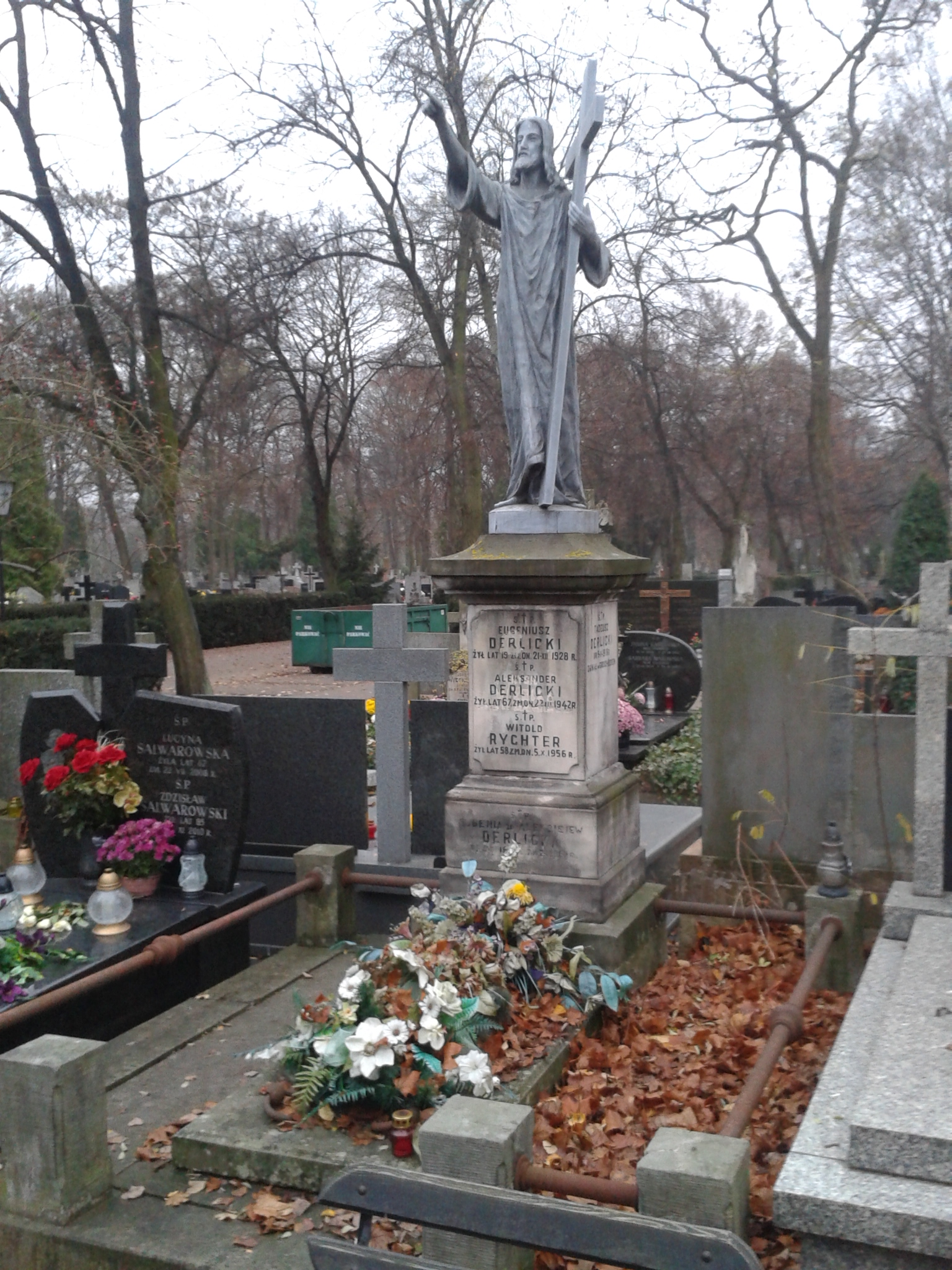
Grób Witolda Rychtera na cmentarzu Bródnowskim

Witold Rychter (ur. 14 kwietnia 1898 w Warszawie, zm. 5 października 1956 tamże) – polski aktor, reżyser teatralny, piosenkarz i autor tekstów

## Życiorys
Urodził się w rodzinie Witolda i Marii z Protasewiczów. Ukończył sześć klas gimnazjum w Kijowie, następnie w 1923 zdał maturę w Bydgoszczy. Zaczął występować jako statysta w teatrze w Bydgoszczy, zaś w latach 1925–1927 – w Teatrze Nowości w Krakowie. Do Bydgoszczy powrócił w 1927 po zdaniu eksternistycznego egzaminu reżyserskiego ZASP i pracował tam do 1929. W latach 1929–1932 występował w warszawskich kabaretach Qui Pro Quo i Morskie Oko oraz kinoteatrze Hollywood. W kolejnych latach reżyserował w Teatrze Wielkim w Poznaniu (1932–1933, 1936–1937, debiutował tam operetką Carewicz Franza Lehára), ponownie w Teatrze Miejskim w Bydgoszczy (1933–1936), Teatrze Malickiej w Warszawie (1938) oraz w Teatrze Komedii Muzycznej „Lutnia” w Wilnie (1938-1941, 1944–1945). W okresie zamknięcia „Lutni” pracował jako robotnik. Jako repatriant pracował kolejno w Teatrze Miejskim w Toruniu (1945), Teatrze im. Stefana Jaracza w Olsztynie (1945–1947), Miejskich Teatrach Dramatycznych w Warszawie (1947–1948), Teatrze Komedii Muzycznej „Lutnia” w Łodzi (1948–1949), Ludowym Teatrze Muzycznym w Warszawie (1949–1952) i Teatrze Ludowym w Warszawie (1952−1956).
Wyreżyserował m.in. operetki Bajadera Imre Kálmána, Rozkoszna dziewczyna Ralpha Benatzky’ego, Lizystrata Paula Linckego, Król włóczęgów. W swoim repertuarze posiadał m.in. role pułkownika Pickeringa w Pigmalionie George’a Bernarda Shawa, Czepca w Weselu i Chłopickiego w Warszawiance Stanisława Wyspiańskiego, Seweryna w Panu Damazym Józefa Blizińskiego, Wistowskiego w Grubych rybach Michała Bałuckiego. Napisał teksty piosenek do wystawianego w Olsztynie spektaklu Pani Prezesowa Maurice’a Hennequine’a i Paula Vebera. W okresie międzywojennym nagrywał płyty w wytwórniach Syrena Rekord i Parlophon. Piosenki z jego tekstami wykonywał Mieczysław Fogg (Zgubiłem dzień z muzyką Jerzego Abratowskiego, Kącik z muzyką Tadeusza Kwiecińskiego).
19 stycznia 1955 na wniosek Ministra Kultury i Sztuki został odznaczony Medalem 10-lecia Polski Ludowej.
Zmarł w Warszawie, pochowany 9 października 1956 na cmentarzu Bródnowskim (kwatera 16A-3-5).